# Oier Lazkano
Oier Lazkano López (Vitoria, 7 novembre 1999) è un ciclista su strada spagnolo di origine basca che corre per il team Red Bull-Bora-Hansgrohe; professionista dal 2020, ha vinto una tappa al Giro di Vallonia 2022, la Boucles de la Mayenne 2023 e, nello stesso anno, il titolo nazionale in linea.
Ha rappresentato la Spagna ai Giochi olimpici estivi di Parigi 2024, classificandosi 26º nella cronometro e 35º nella corsa in linea.

## Palmarès

### Strada
- 2018 (Caja Rural-Seguros RGA U23, tre vittorie)

1ª tappa Vuelta a Segovia (Fuenterrebollo > Segovia)
Clásica Santiago en Cos
San Roman Saria
- 2019 (Caja Rural-Seguros RGA U23, sei vittorie)

Trofeo Eusebio Vélez
Santikutz Klasika
3ª tappa Vuelta a Bidasoa (Hendaye > Urdax)
2ª tappa Vuelta a Palencia (Villamuriel de Campos > Virgen del Brezo)
3ª tappa Vuelta a Palencia (Salinas de Pisuerga > El Golobar)
Classifica generale Vuelta a Palencia
- 2020 (Caja Rural-Seguros RGA, una vittoria)

3ª tappa Volta a Portugal (Felgueiras > Viseu)
- 2022 (Movistar Team, una vittoria)

2ª tappa Giro di Vallonia (Verviers > Herve)
- 2023 (Movistar Team, quattro vittorie)

2ª tappa Boucles de la Mayenne (Saint-Mars-sur-Colmont > Lassay-les-Châteaux)
Classifica generale Boucles de la Mayenne
Campionati spagnoli, Prova in linea
4ª tappa Vuelta a Burgos (Santa Gadea del Cid > Pradoluengo)
- 2024 (Movistar Team, una vittoria)

Clásica Jaén Paraiso Interior

#### Altri successi
- 2018 (Caja Rural-Seguros RGA U23)

Circuito de Escalante
- 2023 (Movistar Team)

Classifica giovani Boucles de la Mayenne

## Piazzamenti

### Grandi Giri
- Giro d'Italia

2022: 98º
- Tour de France

2024: 79º
- Vuelta a España

2021: non partito (20ª tappa)
2023: 81°
2024: 92°

### Classiche monumento
- Milano-Sanremo

2023: 134º
- Giro delle Fiandre

2023: ritirato
2024: 73°
2025: ritirato
- Parigi-Roubaix

2022: 55º
2023: 102º
2024: ritirato
2025: 117º
- Liegi-Bastogne-Liegi

2022: ritirato
2024: 64°

### Competizioni mondiali
- Campionati del mondo su strada

Wollongong 2022 - Cronometro Elite: 29º
Wollongong 2022 - Staffetta mista: 10º
Wollongong 2022 - in linea Elite: ritirato
- Giochi olimpici

Parigi 2024 - Cronometro: 26º
Parigi 2024 - In linea: 35º

### Competizioni europee
- Campionati europei su strada

Herning 2017 - Cronometro Junior: 19º
Herning 2017 - In linea Junior: 28º
Plouay 2020 - In linea Under-23: 51º
Monaco di Baviera 2022 - In linea Elite: 44º
Monaco di Baviera 2022 - Cronometro Elite: 15º